# Quick-Step Floors/2018
Deze pagina geeft een overzicht van de Quick-Step Floors-wielerploeg in  2018.

## Algemeen
Algemeen manager: Patrick Lefevere
Teammanager: Wilfried Peeters
Ploegleiders: Davide Bramati, Brian Holm, Tom Steels, Geert Van Bondt en Rik Van Slycke
Fietsmerk: Specialized

## Renners
| Naam                  | Geboortedatum | Nationaliteit       | Ploeg 2017                           |
| --------------------- | ------------- | ------------------- | ------------------------------------ |
| Julian Alaphilippe    | 11-06-1992    | Frankrijk           |                                      |
| Kasper Asgreen        | 08-02-1991    | Denemarken          | tot 1 april 2018: Team Virtu Cycling |
| Eros Capecchi         | 13-06-1986    | Italië              |                                      |
| Rémi Cavagna          | 10-08-1995    | Frankrijk           |                                      |
| Laurens De Plus       | 04-09-1995    | België              |                                      |
| Tim Declercq          | 21-03-1989    | België              |                                      |
| Dries Devenyns        | 22-07-1983    | België              |                                      |
| Fernando Gaviria      | 19-08-1994    | Colombia            |                                      |
| Philippe Gilbert      | 05-07-1982    | België              |                                      |
| Álvaro Hodeg          | 19-09-1996    | Colombia            | Colombia Coldeportes                 |
| Fabio Jakobsen        | 31-08-1996    | Nederland           | SEG Racing Academy                   |
| Bob Jungels           | 22-09-1992    | Luxemburg           |                                      |
| Iljo Keisse           | 21-12-1982    | België              |                                      |
| James Knox            | 04-11-1995    | Verenigd Koninkrijk | Team Wiggins                         |
| Yves Lampaert         | 10-04-1991    | België              |                                      |
| Davide Martinelli     | 31-05-1993    | Italië              |                                      |
| Enric Mas             | 07-01-1995    | Spanje              |                                      |
| Maximiliano Richeze   | 07-03-1983    | Argentinië          |                                      |
| Michael Mørkøv        | 30-04-1985    | Denemarken          | Team Katjoesja Alpecin               |
| Jhonatan Narvaez      | 04-03-1997    | Ecuador             | Axeon Hagens Berman                  |
| Fabio Sabatini        | 18-02-1985    | Italië              |                                      |
| Maximilian Schachmann | 09-01-1994    | Duitsland           |                                      |
| Florian Sénéchal      | 10-07-1993    | Frankrijk           | Cofidis                              |
| Pieter Serry          | 21-11-1988    | België              |                                      |
| Zdeněk Štybar         | 11-12-1985    | Tsjechië            |                                      |
| Niki Terpstra         | 18-05-1984    | Nederland           |                                      |
| Petr Vakoč            | 11-07-1992    | Tsjechië            |                                      |
| Elia Viviani          | 07-02-1989    | Italië              | Team Sky                             |

### Stagiairs
Vanaf 1 augustus 2018
| Naam                  | Geboortedatum | Nationaliteit | Vorige ploeg       |
| --------------------- | ------------- | ------------- | ------------------ |
| Mikkel Frølich Honoré | 21-01-1997    | Denemarken    | Team Virtu Cycling |
| Peák Barnabás         | 29-11-1998    | Hongarije     | UCI WWC Mens Team  |

### Vertrokken
| Renner             | Ploeg 2018             |
| ------------------ | ---------------------- |
| Jack Bauer         | Mitchelton-Scott       |
| Tom Boonen         | gestopt                |
| Gianluca Brambilla | Trek-Segafredo         |
| David de la Cruz   | Team Sky               |
| Marcel Kittel      | Team Katjoesja Alpecin |
| Daniel Martin      | UAE Team Emirates      |
| Matteo Trentin     | Mitchelton-Scott       |
| Martin Velits      | gestopt                |
| Julien Vermote     | Team Dimension Data    |

## Belangrijkste overwinningen
| Tour Down Under 3e etappe: Elia Viviani Ronde van San Juan 1e etappe: Fernando Gaviria 4e etappe: Maximiliano Richeze Colombia Oro y Paz 1e etappe: Fernando Gaviria 2e etappe: Fernando Gaviria 3e etappe: Fernando Gaviria 4e etappe: Julian Alaphilippe Ronde van Dubai 2e etappe: Elia Viviani 5e etappe: Elia Viviani Eindklassement: Elia Viviani Puntenklassement: Elia Viviani Ronde van Abu Dhabi 2e etappe: Elia Viviani Puntenklassement: Elia Viviani Le Samyn Winnaar: Niki Terpstra Dwars door West-Vlaanderen Winnaar: Rémi Cavagna Nokere Koerse Winnaar: Fabio Jakobsen Handzame Classic Winnaar: Álvaro Hodeg Ronde van Catalonië 1e etappe: Álvaro Hodeg 6e etappe: Maximilian Schachmann Driedaagse Brugge-De Panne Winnaar: Elia Viviani E3 Harelbeke Winnaar: Niki Terpstra Dwars door Vlaanderen Winnaar: Yves Lampaert Ronde van Vlaanderen Winnaar: Niki Terpstra Ronde van het Baskenland 1e etappe: Julian Alaphilippe 2e etappe: Julian Alaphilippe 6e etappe: Enric Mas Jongerenklassement: Enric Mas | Scheldeprijs Winnaar: Fabio Jakobsen Waalse Pijl Winnaar: Julian Alaphilippe Luik-Bastenaken-Luik Winnaar: Bob Jungels Ronde van Italië 2e etappe: Elia Viviani 3e etappe: Elia Viviani 13e etappe: Elia Viviani 17e etappe: Elia Viviani 18e etappe: Maximilian Schachmann Puntenklassement: Elia Viviani Ronde van Californië 1e etappe: Fernando Gaviria 5e etappe: Fernando Gaviria 7e etappe: Fernando Gaviria Puntenklassement: Fernando Gaviria Tour des Fjords 1e etappe: Fabio Jakobsen Hammer Sportzone Limburg Winnaar: Ploeg *1) Critérium du Dauphiné 4e etappe: Julian Alaphilippe Ronde van Zwitserland Jongerenklassement: Enric Mas Adriatica Ionica Race 1e etappe (ploegentijdrit): *2) 2e etappe: Elia Viviani 4e etappe: Elia Viviani 5e etappe: Elia Viviani Puntenklassement: Elia Viviani Ronde van Frankrijk 1e etappe: Fernando Gaviria 4e etappe: Fernando Gaviria 10e etappe: Julian Alaphilippe 16e etappe: Julian Alaphilippe Bergklassement: Julian Alaphilippe Ronde van Wallonië Ploegenklassement Clásica San Sebastián Winnaar: Julian Alaphilippe | Ronde van Polen 3e etappe: Álvaro Hodeg BinckBank Tour 1e etappe: Fabio Jakobsen Puntenklassement: Zdeněk Štybar Ploegenklassement: *3) EuroEyes Cyclassics Winnaar: Elia Viviani Ronde van Duitsland 1e etappe: Álvaro Hodeg 2e etappe: Maximilian Schachmann Ronde van Spanje 3e etappe: Elia Viviani 10e etappe: Elia Viviani 20e etappe: Enric Mas 21e etappe: Elia Viviani Ronde van Groot-Brittannië 3e etappe: Julian Alaphilippe Eindklassement: Julian Alaphilippe Ronde van Slowakije Proloog: Bob Jungels 1e etappe: Julian Alaphilippe 4e etappe: Fabio Jakobsen Eindklassement: Julian Alaphilippe GP van Isbergues Winnaar: Philippe Gilbert Ronde van Turkije 1e etappe: Maximiliano Richeze 5e etappe: Álvaro Hodeg Ronde van Guangxi 3e etappe: Fabio Jakobsen 6e etappe: Fabio Jakobsen Puntenklassement: Fabio Jakobsen Nationale kampioenschappen wielrennen België - wegwedstrijd: Yves Lampaert Denemarken - wegwedstrijd: Michael Mørkøv Italië - wegwedstrijd: Elia Viviani Luxemburg - tijdrit: Bob Jungels Luxemburg - wegwedstrijd: Bob Jungels Wereldkampioenschappen wielrennen Ploegentijdrit: *4) |

* 1) Ploeg Hammer Sportzone Limburg: Asgreen, Gilbert, Hodeg, Lampaert, Martinelli, Mas, Narvaez
* 2) Ploeg Adriatica Ionica Race: Asgreen, Hodeg, Knox, Martinelli, Narvaez, Terpstra, Viviani
* 3) Ploeg BinckBank Tour: Declercq, Jakobsen, Lampaert, Schachmann, Sénéchal, Štybar, Terpstra
* 4) Ploeg WK: Asgreen, De Plus, Jungels, Lampaert, Schachmann, Terpstra
Mannen:   2003 · 2004 · 2005 · 2006 · 2007 · 2008 · 2009 · 2010 · 2011 · 2012 · 2013 · 2014 · 2015 · 2016 · 2017 · 2018 · 2019 · 2020 · 2021 · 2022 · 2023 · 2024 · 2025
Vrouwen:   2019 · 2020 · 2021 · 2022 · 2023 · 2024 · 2025
AG2R-La Mondiale · Astana Pro Team · Bahrain-Merida · BMC Racing Team · BORA-hansgrohe · Groupama-FDJ · Lotto Soudal · Mitchelton-Scott · Movistar Team · Quick-Step · Team Dimension Data · Team EF Education First-Drapac p/b Cannondale · Team Katjoesja Alpecin · Team LottoNL-Jumbo · Team Sky · Team Sunweb · Trek-Segafredo · UAE Team Emirates